# Marie Maynard Daly
Marie Maynard Daly (16 de abril de 1921 – 28 de octubre de 2003) fue una bioquímica estadounidense, la primera mujer afroamericana en los Estados Unidos en obtener un doctorado - Ph.D. - en Química (Columbia University, 1947).
Daly hizo contribuciones importantes en cuatro áreas de investigación: la química de histonas, síntesis de proteína, las relaciones entre colesterol e hipertensión, y la absorción de creatina por las células musculares.
El padre de Daly, Ivan C. Daly, procedente de las Antillas inglesas, trabajó como empleado postal y se casó con Helen Page de Washington, D.C. Posteriormente, se establecieron en la Ciudad de Nueva York, donde nació Marie y pasó su infancia en Corona, Queens.
A menudo visitaba a sus abuelos maternos en Washington, donde pudo acceder a literatura científica en la extensa biblioteca de su abuelo. Se vio especialmente influenciada por Paul de Kruif, autor de Los Cazadores de Microbios, un trabajo que influyó en su decisión de convertirse en científica.
El interés de Daly por la ciencia también estuvo influenciado por su padre, quien empezó a estudiar Farmacia en Cornell University, estudios que no pudo acabar por falta de fondos. Su hija continuó el legado de su padre especializándose en química. Años más tarde, creó un fondo de becas en Queens College para ofrecer apoyo económico a estudiantes desfavorecidos de las áreas de física y química.

## Educación
Daly estudió en Hunter College High School, un instituto para chicas ligado al profesorado del Hunter College, donde también la animaron a estudiar química.Ella entonces se matriculó en el Queens College, un pequeño centro y nuevo en Flushing, Nueva York. Vivía en casa para ahorrar dinero. Posteriormente se graduó magna cum laude en la Universidad de Queens en el Grado de Química en 1942. Una vez graduada, fue nombrada becaria en la Universidad de Queens, un honor que solo reciben el 2,5% de los graduados.
La falta de trabajo y la necesidad de científicos para trabajos relacionados con la Segunda Guerra Mundial, permitió que Daly pudiera acceder a estudiar en la Universidad de Nueva York y de Columbia su máster y doctorado, respectivamente.
1943: Daly trabajó como ayudante de laboratorio en la Universidad de Queens mientras seguía estudiando en la Universidad de Nueva York su máster en química, el cual completó en 1943. Acabada su etapa formativa, se convirtió en profesora de Química de la Universidad de Queens, matriculándose a la vez en el programa doctoral de Columbia Universidad, donde fue supervisada por Dr. Mary L. Caldwell. Caldwell, doctorado en nutrición, ayudó en la investigación de Daly referente a las sustancias químicas producidas por el cuerpo que contribuyen a la digestión alimentaria. Daly completó su tesis titulada Un Estudio de los Productos Formados Por la Acción de la Amilasa Pancreática en el Almidón de Maíz con el que obtuvo el doctorado en Química en 1947.

## Carrera
Daly trabajó como profesor de física en la Universidad de Howard, de 1947 a 1948 mientras simultáneamente realizaba una nueva investigación bajo la dirección de Herman Branson. Tras recibir una subvención de Sociedad de Cáncer Americana para apoyar su investigación postdoctoral, se unió al Dr. Un. E. Mirsky en el Rockefeller Institut, donde estudiaron el núcleo de célula y sus constituyentes.
En ese momento, la estructura y función de ADN no fueron todavía entendidos.
Daly empezó trabajar en la Facultad de Físicos y Cirujanos en Columbia University en 1955. En colaboración con Dr. Quentin B. Deming, estudió metabolismo arterial.
Continuó este trabajo como profesor ayudante de bioquímica y de medicina en la Albert Einstein College of Medicine en Yeshiva University, donde ella y Deming movido se trasladraron en 1960. De 1958 a 1963, también trabajó como investigador para la Asociación de Corazón americana.
Daly disfrutó enseñando al alumnado médico y se dedicó a aumentar el número de alumnado de minoría matriculado en escuelas médicas. En 1971 fue promovida como profesor asociado.
En 1975, Daly era una de las 30 mujeres científicas que atendieron a una conferencia para examinar los retos que afrontaban las mujeres de minorías en los campos STEM. La conferencia estuvo organizada por la American Association for the Advancement of Science. Resultado de esta, se publicó el informe, The Double Bind: The Price of Being a Minority Woman in Science (1976), que incluía recomendaciones para la contratación y retención de científicos mujeres de minorías.
Daly era miembro de la prestigiosa junta de gobernadores de la Academia de Nueva York de Ciencias durante dos años. Daly participó durante su carrera en la Sociedad de Cáncer Americana, Asociación americana para el Adelanto de Ciencia, Academia de Nueva York de Ciencias, y Consejo en Arteriosclerosis de la Asociación de Corazón Americana.
Daly fue designada como científica de carrera por el Consejo de Búsqueda de la Salud de la Ciudad de Nueva York. Daly se retiró en 1986 en la Universidad Albert Einstein de Medicina, y en 1988 creó una beca para químicas y físicas afroamericanas en Queens College en memoria de su padre. En 1999, fue reconocida por la Asociación Técnica Nacional como una de las Top50 mujeres en Ciencia, Ingeniería y Tecnología.
Marie Maynard Daly Clark murió el 28 de octubre de 2003.
El 26 de febrero de 2016, el Director Fundador de la escuela elemental P.S.360Q, Emmanuel-Cooke, anunció que la escuela se llamaría "Dra. Marie M. Daly Academia de Excelencia" en honor a la residente de Queens College.

## Investigación

### Historia
Daly estaba particularmente interesada en las proteínas nucleares. Desarrolló métodos para el fraccionamiento de material nuclear y la determinación de su composición. Fue esencial para separar material celular en todos sus componentes, sin destruir o perdiendo muy poco de ellos.
Estudió histonas, las proteínas encontradas en el núcleo de las células, y fue capaz de demostrar la composición de aminoácido de varias fracciones de histona. Sugirió que las histonas eran una mezcla de componentes básicos como lysine y argenine.
Las histonas desde entonces han sido consideradas importantes en la expresión de gen.
El trabajo de Daly en las histonas es ahora considerado fundamental.
Daly desarrolló métodos para separar los núcleos de los tejidos y medir la composición base de purines y pyrimidines en ácidos nucleicos desoxypentose. Concluyó, entre otras cosas, que "ninguna otra base que adenina, guanina, thymine, y la citosina estaban presente en cantidades apreciables."
Investigó la síntesis de la proteína, incluyendo la función de citoplasmático ribonucleoprotein en síntesis de proteína. Usando el aminoácido radiomarcado glicina, fue capaz de medir cómo el metabolismo de la proteína cambia en ratones infraalimentados y en ayuno. Esto le permitió controlar la actividad del citoplasma cuando la glicina radiomarcada se incorporó al núcleo celular.
En 1953, Watson y Crick describieron la estructura del ADN. Aceptando el premio Nobel por este trabajo en 1962, Watson citó una de las investigaciones de Daly en "La función de ribonucleoprotein en síntesis de proteína" como contribuidora a su trabajo. Tras 1953, el campo de investigación del núcleo de célula fue inundado por oportunidades financieras.

### Colesterol e hipertensión
Daly y sus colegas realizaron algunos de los primeros trabajos que relacionan dieta y salud de los sistemas cardíacos y circulatorios. Investigaron el impacto del colesterol, el azúcar, y otros nutrientes.
Fue la primera en establecer la hipertensión como una precursora de la atherosclerosis, y la primera en identificar la relación entre colesterol y arterias obstruidas,
un descubrimiento importante para entender como ocurren los ataques de corazón.
Estuvo especialmente interesada en cómo la hipertensión afecta al sistema circulatorio. Mostró que una ingesta de colesterol alta en la dieta afecta a la obstrucción de arterias, y que la hipertensión acelera este efecto. Estudió los efectos de la dieta en la hipertensión, y descubrió que colesterol y azúcar están relacionados con la hipertensión.
Al investigar el envejecimiento, sugirió que la hipertrofia del músculo liso debida al envejecimiento podría tener un papel causante en la hipertensión y la aterosclerosis..
Daly era también una de las primeras investigadoras en los efectos de humo de cigarrillo en los pulmones y la hipertensión.

### Creatina
En la década de 1970, Daly comenzó a estudiar la absorción de creatina por parte de las células musculares, un importante tema de investigación en los sistemas de reciclaje de energía de los músculos. Su "Captación de creatina por células cultivadas" (1980) describe las condiciones en las que los tejidos musculares absorben mejor la creatina.